# Romantasy

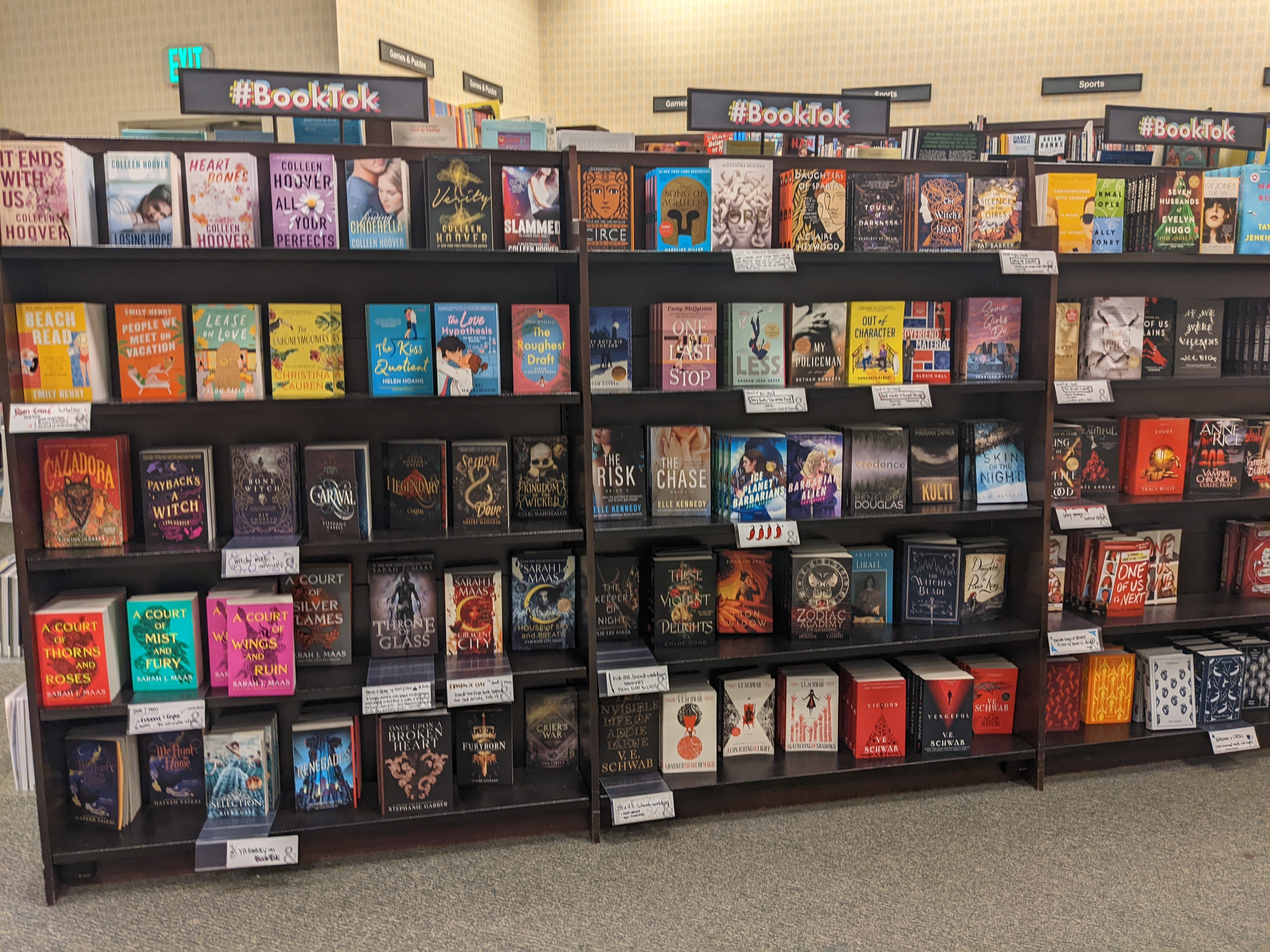
1. BookTok sectie in Barnes & Noble (VS) met o.a. romantasy-boeken

Romantasy is een subgenre van de literatuur. Het genre is een samensmelting van romance en fantasy. Het resultaat zijn boeken waarin romantische relaties en magische, avontuurlijke verhaallijnen evenveel aandacht krijgen en even belangrijk zijn. 
Romantasy is een populair begrip op sociale media en BookTok. In november 2024 heeft de hashtag #romantasy meer dan een half miljoen videos op TikTok en meer dan een miljoen videos op Instagram. 

## Geschiedenis van Romantasy
In 2008 verscheen het woord romantasy voor het eerst in het Urban Dictionary. Toch duurde het even voordat het een standaardbegrip werd in de boekenwereld. 
In het voorjaar van 2023 begon de term populair en wijdverspreid te worden, volgens Google Trends. Deze positieve trend was te danken aan sociale media zoals TikTok, Instagram en Goodreads.

## Voorbeelden
Enkele bestsellers binnen het romantasy-genre zijn: 
- A Court of Thorns and Roses-serie van Sarah J. Maas
- Empyrean-serie van Rebecca Yarros (Fourth Wing)
- Powerless-serie van Lauren Roberts
- From Blood and Ash-serie van Jennifer L. Armentrout
- The Folk of the Air-serie van Holly Black (The Cruel Prince)
- Crowns of Nyaxia-serie van Carissa Broadbent (The Serpent and the Wings of Night)
- Letters of Enchantment-serie van Rebecca Ross (Divine Rivals)